# Siguatepeque (Comayagua)
Siguatepeque est une municipalité du Honduras, située dans le département de Comayagua.

## Source de la traduction
- (en) Cet article est partiellement ou en totalité issu de l’article de Wikipédia en anglais intitulé « Siguatepeque, Comayagua » (voir la liste des auteurs).